# Aarhus Oliefabrik A/S
Aarhus Oliefabrik A/S er en dansk dokumentarfilm fra 1933.

## Handling
Aarhus Oliefabrik (A.O.) har egne danskledede opkøbsstationer i Ceylon og hollandsk Indien, hvor råstoffer som kopra (tørret kokosnødkerne), sesam- og solsikkefrø, soyabønner og jordnødder hentes. De industrielt forarbejdede produkter, olier og fedtstoffer samt oliekager og skrå (fedtfattigt mel), laves i Aarhus. Optagelser fra Ceylon, hvor der høstes kokosnødder. På opkøbsstationen Ceylon Trading Co. i Colombo hakkes kokosnødderne til mindre stykker og kommes i sække, hvorefter de afskibes til Aarhus. Damperen ankommer til Aarhus Havn med over 100.000 sække kopra. Når råstofferne er kørt ind på fabrikkerne kan arbejdet begynde. Hele forarbejdningsprocessen skildres. Derudover er der andre vigtige arbejdsopgaver som fx reparation af sække, som varetages af systuen, og laboratoriets stab af kemikere, der bl.a. foretager tests og kvalitetskontrol. Ved arbejdsdagens afslutning stempler arbejderne ud og forlader fabrikken. Sidst i filmen ses optagelser fra A.O.'s udstilling i Forum på Dansk Arbejdes jubilæumsudstilling i marts 1933.